# Калининское сельское поселение (Чувашия)
Кали́нинское се́льское поселе́ние (чув. Нурӑс ял тӑрӑхӗ) — муниципальное образование в Вурнарском районе Чувашии Российской Федерации.
Административный центр — село Калинино.

## История
Статус и границы сельского поселения установлены Законом Чувашской Республики от 24 ноября 2004 года № 37 «Об установлении границ муниципальных образований Чувашской Республики и наделении их статусом городского, сельского поселения, муниципального района и городского округа».

## Население
| 2010  | 2012  | 2013  | 2014  | 2015  | 2016  | 2017  |
| ----- | ----- | ----- | ----- | ----- | ----- | ----- |
| 3140  | ↘3062 | ↘3020 | ↘2951 | ↘2906 | ↘2860 | ↘2792 |
| 2018  | 2019  | 2020  | 2021  |       |       |       |
| ↘2733 | ↘2671 | ↘2597 | ↘2529 |       |       |       |

## Состав сельского поселения
| № | Населённый пункт | Тип населённого пункта       | Население |
| - | ---------------- | ---------------------------- | --------- |
| 1 | Калинино         | село, административный центр | ↗1548     |
| 2 | Кивьялы          | деревня                      | ↗159      |
| 3 | Кюльхири         | деревня                      | ↗630      |
| 4 | Мачамуши         | деревня                      | ↗157      |
| 5 | Ослаба           | деревня                      | ↗254      |
| 6 | Синьялы          | деревня                      | ↗236      |
| 7 | Хумуши           | деревня                      | ↗264      |
| 8 | Ямбахтино        | деревня                      | ↗399      |

## Бюджет и экономика
Прогнозируемый общий объем доходов бюджета Калининского  сельского поселения в сумме 7,1 млн рублей , в том числе трансфертов, получаемых из бюджета Вурнарского района - 4,1 млн рублей. Оставшуюся часть доходов - 2,8 млн рублей - составляют (в порядке убывания): налог на имущество - 1,3 млн рублей, акцизные сборы - 561 тыс рублей, доход с аренды государственного и муниципального имущества - 450 тыс рублей, НДФЛ - 420 тыс рублей (6,3% от дохода бюджета). Другие статьи дохода имеют несущественный размер. В структуре налоговых поступлений отсутствует налог с прибыли организаций (для сравнения доля налога с прибыли организаций по г. Москва за 2015 г  составляет 29%, а с доля НДФЛ - 39% от общего дохода бюджета).
Общий объем расходов бюджета Калининского  сельского поселения составляет 7,0 млн рублей. Основные статьи расходов (в порядке убывания): обеспечение функций муниципальных органов - 2,4 млн рублей (в т.ч. расходы на выплаты персоналу - 1,9 млн, закупка товаров для обеспечения муниципальных нужд - 541 тыс рублей), расходы на культуру и кинематографию - 2,1 млн рублей, дорожное хозяйство - 1,5 млн рублей, ЖКХ - 492 тыс рублей. 
Профицит бюджета на 2019 год составляет 148 555 рублей.